# Подушка безопасности

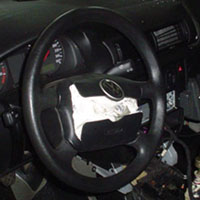
Сработавшая подушка безопасности автомобиля Volkswagen Passat

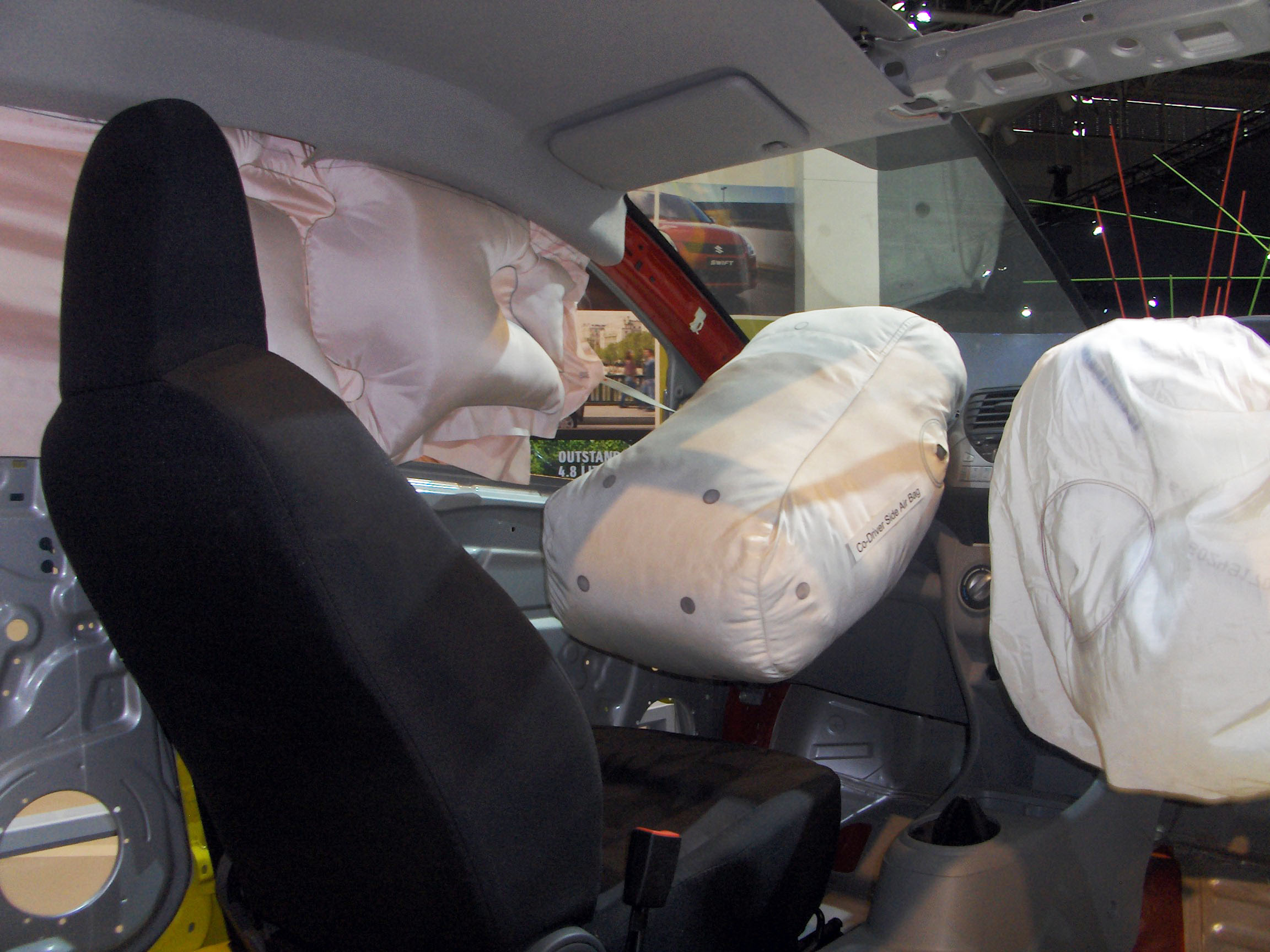
Подушки безопасности на автомобиле Suzuki

Подушка безопасности — система пассивной безопасности (SRS, Supplemental Restraint System) в транспортных средствах.
Представляет собой эластичную оболочку, которая наполняется воздухом либо другим газом. Подушки безопасности широко используются для смягчения удара в случае автомобильного столкновения. Должны применяться вместе с ремнями безопасности.

## История
Идея использовать подушки безопасности для различных видов транспорта возникла в 1919 году, был получен патент, но идея не была реализована.
Идею реализовали в 1951 году, были изготовлены первые подушки безопасности, но они медленно срабатывали и изобретатели не смогли привлечь инвесторов и заинтересовать автопроизводителей.
В 1964 году японский автомобильный инженер Ясузабуру Кобори (小 堀 保 三郎) начал разработку системы «подушки безопасности» для автомобилей. В его конструкции использовалось взрывчатое вещество для надувания подушки безопасности, за что он был позже награждён патентами в 14 странах.
Он умер в 1975 году, прежде чем увидел широкое распространение автомобильных подушек безопасности.
Американский изобретатель Аллен Брид создал ключевой компонент для использования подушек безопасности в автомобилях — шариковый сенсор для определения столкновения. Он представил своё изобретение в 1967 году компании Крайслер. В то время американцы редко пользовались ремнями безопасности и такая инновация, позволяющая защитить непристёгнутых пассажиров в случае лобового столкновения, стала очень востребована.
Форд создал экспериментальную партию автомобилей, оснащённых подушками безопасности, в 1971 году (Ford Taunus 20M P7B).
Первый образец подушки безопасности в серийном автомобиле был представлен в 1972 году, когда был выпущен Олдсмобиль Торонадо (Oldsmobile Toronado), модель 1973 года.
В 1974 двойные подушки безопасности были опцией на некоторых крупногабаритных автомобилях, выпущенных подразделениями Бьюик, Кадиллак и Олдсмобиль. Эти устройства не получили признания на рынке.
В 70-х годах в партии из 10 000 оснащённых подушками безопасности автомобилей марки Дженерал Моторс (General Motors, GM) столкнулись с семью смертельными случаями. Предполагается, что один из них случился по вине подушки безопасности. Сила удара была небольшой, однако произошёл сердечный приступ. В то время таких случаев было слишком мало для того, чтобы достоверно установить эффективность подушек безопасности, но несмотря на это для Национальной администрации по безопасности дорожного движения (NHTSA) оказалось достаточно оснований, чтобы выступить с предложением устанавливать подушки безопасности на все выпускаемые автомобили.
Затем, в 1981 году, Мерседес-Бенц вновь представила подушку безопасности как опцию в своей последней модели W126. В системе, представленной Mercedes, при аварии сначала затягиваются ремни безопасности, а затем развёртывается подушка. Таким образом, подушка безопасности больше не позиционировалась как средство, заменяющее ремни безопасности, а как способ дополнительной защиты пассажиров.
Подушки безопасности приобрели популярность, когда компании «Форд» и «Дженерал Моторс» в середине 80-х представили серийные образцы, теперь подушки безопасности стали стандартным оборудованием. Компания «Autoliv», специализирующаяся на разработке автомобильных систем безопасности, запатентовала боковую подушку безопасности и она также стала появляться в автомобилях выпуска середины 1990-х.
11 июля 1984 правительство США потребовало оснащать автомобили, выпущенные позже 1 апреля 1989 года, подушкой безопасности для водителя либо автоматическими ремнями безопасности (сейчас эта технология не используется, она «заставляла» водителя пристёгиваться).

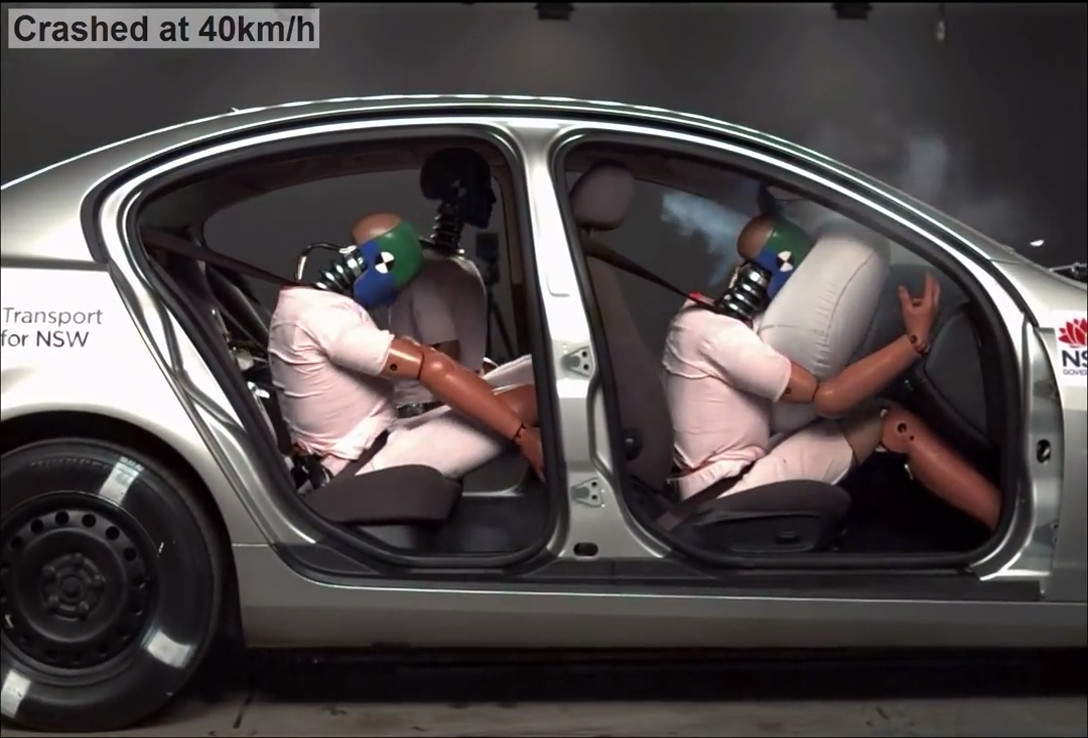
Краш-тест с подушками безопасности

Несмотря на внедрение подушек безопасности в автомобили марки «Дженерал Моторс» ещё в 70-х годах, в других автомобилях они начали появляться только в середине 90-х.
Первым российским легковым автомобилем, на который устанавливалась подушка безопасности, был экспортный вариант ВАЗ-21093 в исполнении люкс известный под названием Lada Samara Baltic GL, сборка которого велась на заводе Valmet (Финляндия) с 1996 по 1998 годы.
С конца 2000-х годов подушки стали обязательным элементом пассивной безопасности в стандартной комплектации автомобилей марки Lada.
В 2006 году Хонда представила первую систему подушек безопасности для мотоцикла, установленную на серийном образце модели «Золотое Крыло» (Gold Wing).

## Преимущества

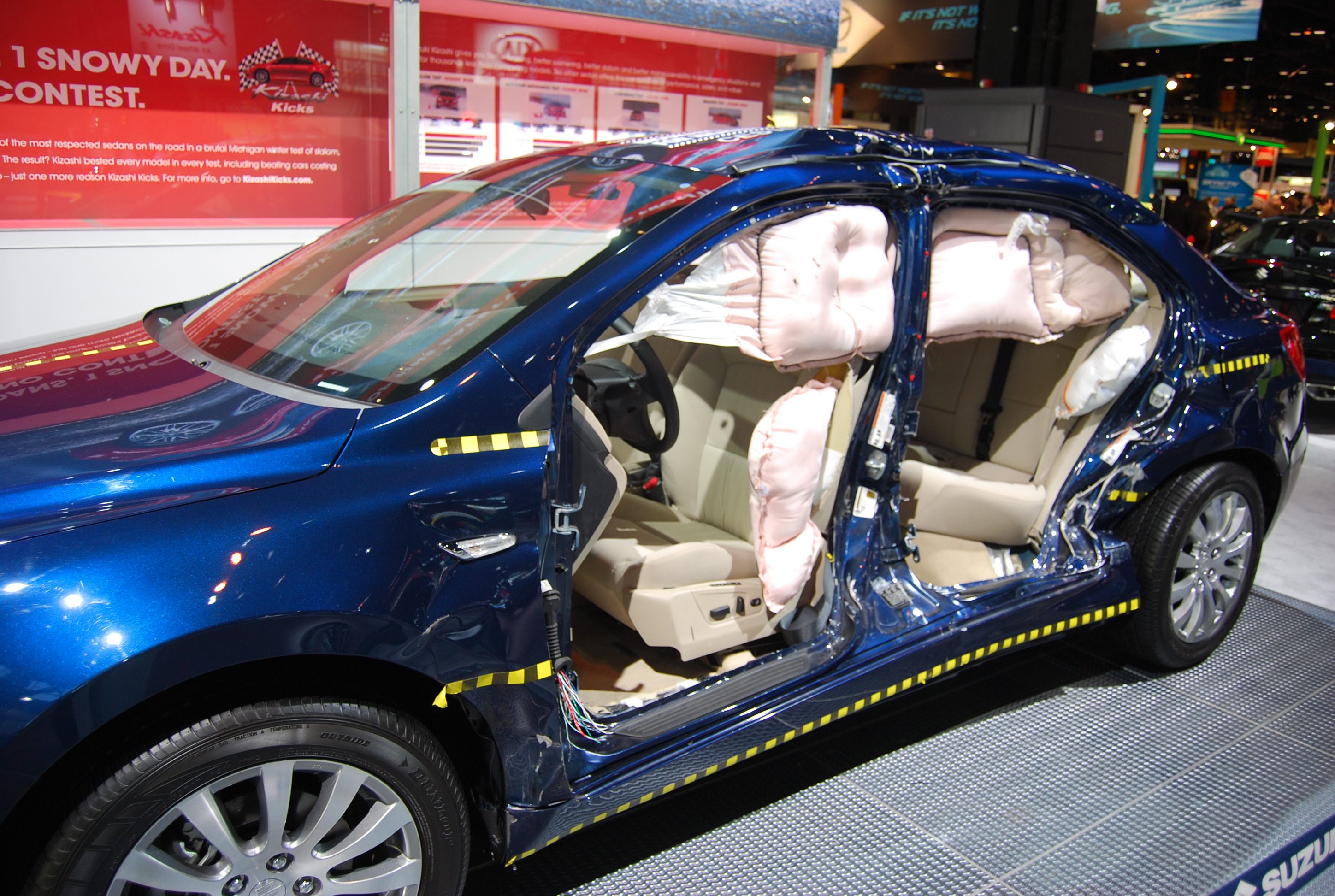
Боковые подушки безопасности защищают от осколков боковых стёкол

Пневмоподушка дополняет ремень безопасности, предотвращая перелом шейных позвонков посредством возвращения головы человека в подголовник и тем самым сохраняя шею прямой. Именно поэтому фронтальные подушки срабатывают только при фронтальном ударе ±10 градусов от продольной оси автомобиля, чтобы голова точно попала в подголовник. Также они снижают опасность получения тяжёлых травм, распределяя силу удара по телу пассажира.
«Недавно проведённое исследование показало, что более чем 6000 жизней было спасено благодаря подушкам безопасности».

## Ранние подушки безопасности

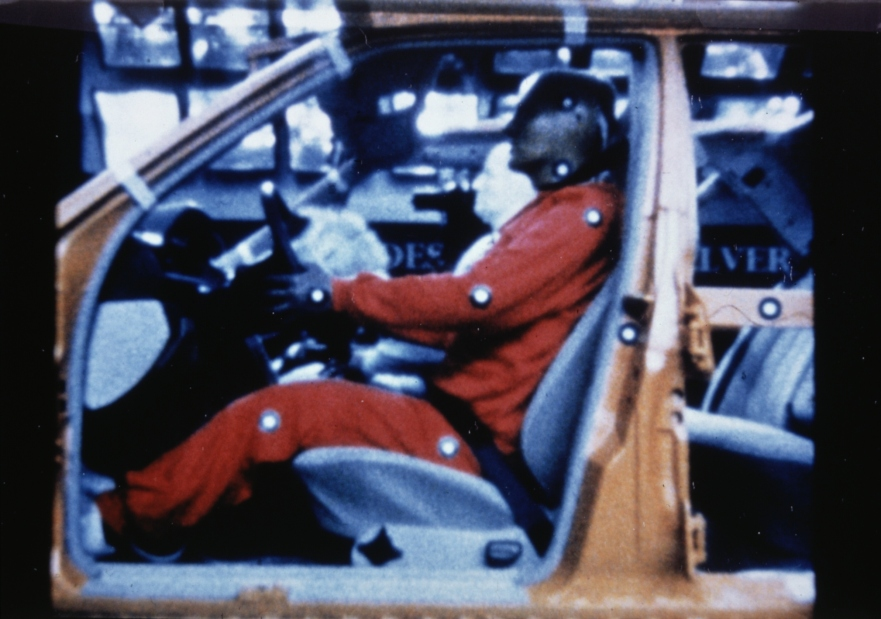
Действие подушки безопасности

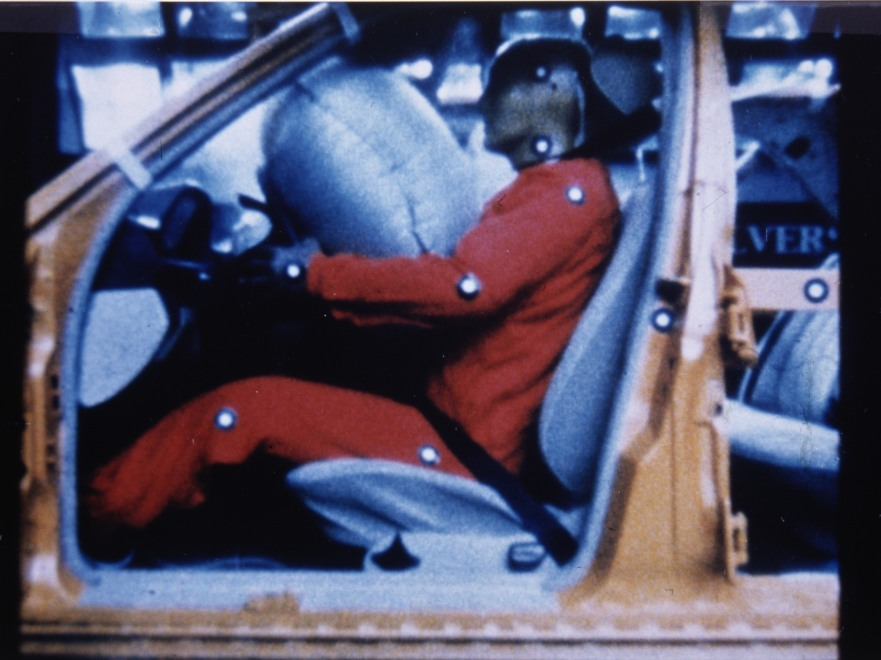
Действие подушки безопасности

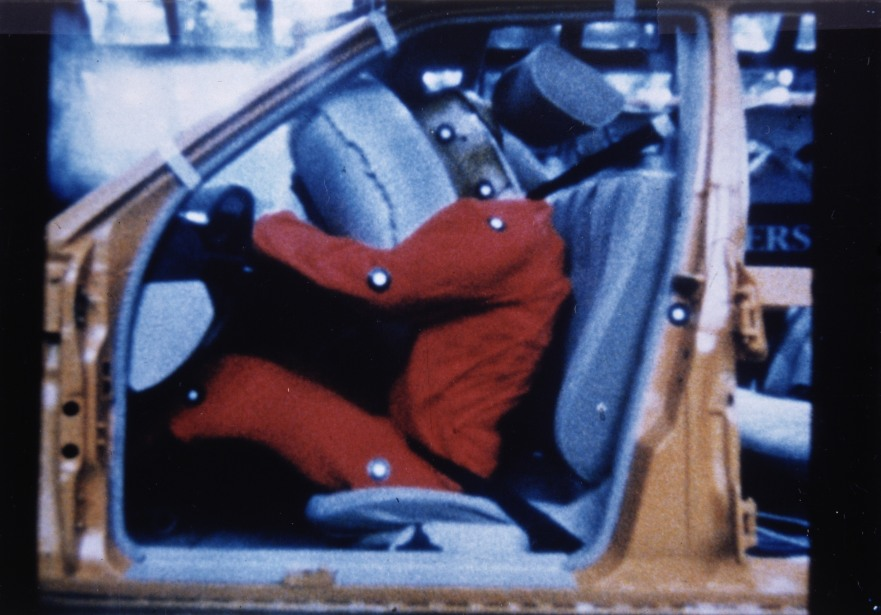
Действие подушки безопасности

Стандартные плечевые ремни безопасности были фактически убраны в автомобилях выпуска 70-х, оснащённых подушками безопасности, которые были призваны заменить ремни при лобовых столкновениях. Подушка безопасности на стороне пассажира была расположена в нижней части панели, что позволяло ей также защищать колени пассажира. Нижняя часть панели на водительском месте также отличалась своей выпуклостью.
Дженерал Моторс назвала свою систему ACRS (Air Cushion Restraint System). Она включает в себя боковую подушку безопасности для пассажира в автомобилях выпуска 70-х и предусматривает двухступенчатое развёртывание, как и более поздние системы.
Принцип действия основывается на использовании простого акселерометра, инициирующего химическую реакцию в специальном баллончике. В результате реакции происходит быстрое наполнение газом нейлоновой подушки, которая уменьшает перегрузку, испытываемую пассажиром в момент резкой остановки при столкновении. Подушка также имеет небольшие вентиляционные отверстия, которые используются для относительно медленного стравливания газа после удара пассажира об неё.
Фронтальные подушки безопасности не должны развёртываться при боковом ударе, ударе в заднюю часть либо перевороте автомобиля. Из-за того, что подушки безопасности срабатывают лишь раз и затем быстро сдуваются, они бесполезны при последующем столкновении. Ремни безопасности помогают снизить риск получения тяжёлых травм во многих случаях. Они способствуют правильному расположению пассажира в кресле для максимизации эффективности подушки безопасности, а также защищают пристёгнутых пассажиров при первом и последующих столкновениях. Таким образом, жизненно необходимо пристёгиваться, даже в машинах, оборудованных подушками безопасности.
Хотя в 60-х и 70-х годах они рекламировались как потенциальная замена ремней, в нынешнее время подушки безопасности продаются как дополнительное средство защиты. Максимально эффективно они работают вместе с ремнями безопасности. Производители автомобилей пересмотрели свою точку зрения насчёт замены подушками безопасности столь необходимых ремней.

## Применение
- При наличии рядом с местом водителя или пассажира хотя бы одной подушки безопасности обязательно использование ремней безопасности. Алгоритм раскрытия подушек разрабатывается в предположении, что водитель (пассажир) во время их раскрытия пристёгнут ремнём. Поэтому срабатывание подушек в момент неконтролируемого резкого смещения тела человека при аварии может привести к непредсказуемым последствиям. Например, при фронтальном ударе не пристёгнутый водитель получит раскрывающейся подушкой безопасности удар в голову, по силе превосходящий удар о переднюю панель (скорость раскрытия подушки — свыше 300 км/ч). В некоторых современных автомобилях (в каких?) раскрытие подушек безопасности при непристёгнутых ремнях блокируется, так как даже современные подушки являются эффективными только при одновременном использовании коленного или плечевого ремней безопасности.
- В отношении активирования подушек безопасности при непристёгнутых ремнях безопасности есть расхождения в зависимости от разработанного алгоритма и комплектации автомобиля. На данный момент можно разделить системы на 2 различные версии. Автоматическое отключение пассажирской подушки безопасности пассажира и ручное. Отключение подушки безопасности пассажира предусмотрено производителями для случаев необходимости установки детского кресла на переднее сиденье автомобиля. В случае с автоматической системой отключением подушки безопасности пассажира управляет блок управления согласно заложенному в программу алгоритму, деактивирует включение подушки безопасности пассажира на основании дополнительно установленного устройства (датчика веса). Условия у разных производителей могут различаться. Основным принципом действия является измерение веса (нагрузки) на подушку переднего пассажирского сиденья. К примеру — если на сиденье датчик регистрирует вес менее 25 кг, система определяет сидение как пустое или сиденье с установленным на него детским креслом. В этом случае подушка безопасности не активируется на срабатывание при столкновении. Если датчик веса на подушке сиденья регистрирует присутствие нагрузки свыше 25 кг, система определяет данное сиденье как занятое взрослым человеком и включает подушку безопасности при столкновении, если столкновение было достаточной силы для активации подушек вообще.
- Ручное управление необходимостью активации подушки безопасности пассажира происходит исключительно по инициации человека (владельца, водителя или иного лица) путём перевода присутствующего выключателя деактивации подушки безопасности пассажира в положение = выключено (off). В этом случае система безоговорочно отключит подушку безопасности пассажира и она не активируется при наступлении необходимых для активации условий (столкновение достаточной силы, при которой предусмотрено срабатывание системы безопасности)
- Необходимо находиться на расстоянии около 25 см от подушки безопасности. Расстояние измеряется от центра руля до грудины. Слишком малое расстояние опасно и может повлечь серьёзные травмы.
- Подушка может серьёзно ранить или убить непристёгнутого ребёнка, который сидит слишком близко к ней или же был выброшен вперёд при экстренном торможении. Дети до 7 лет должны ездить закреплёнными в правильно установленном, соответствующем возрасту автомобильном кресле на заднем сиденье.
- Следует избегать курения трубки при вождении. Если подушка раскроется и ударит по трубке, когда та находится во рту, это может привести к летальному исходу даже при небольшом ударе.

## Смертельные случаи
Срабатывание подушки безопасности представляет собой очень быстрое развёртывание большого предмета. В то время как подушки безопасности могут защитить пассажиров при надлежащих условиях, в иной ситуации они могут стать причиной ранений или даже гибели.
Подушки безопасности нового поколения раскрываются с меньшей энергией, но, несмотря на это, пассажиры должны находиться на расстоянии минимум 25 сантиметров от них, чтобы избежать нанесения ранений непосредственно самой подушкой безопасности в случае столкновения.
В 1990 году был зарегистрирован первый смертельный исход, связанный с использованием подушки безопасности. Пик подобных случаев пришёлся на 1997 год, когда в США было отмечено 53 подобных происшествия. В 1994 году компания TRW, специализирующаяся на выпуске автомобильных средств безопасности, представила первую наполняемую газом подушку со специальными датчиками и вскоре способные раскрываться с меньшей силой подушки безопасности получили широкое распространение. В 2005 году в пассажирских автомобилях появились подушки безопасности, состоящие из нескольких отдельных сегментов, наполняемых в зависимости от ситуации. К тому времени количество смертельных случаев по вине подушек безопасности уменьшилось, в этом году было отмечено 2 летальных исхода среди детей, жертв среди взрослых нет. Однако ранения, связанные с раскрытием подушек, остаются весьма распространёнными.
По данным Национальной администрации по безопасности дорожного движения (NHTSA), более 50 000 людей погибло в автомобилях, оснащённых подушками безопасности. Большинство из них погибло бы, даже если бы их автомобили не имели этих средств защиты, хотя узнать точное количество погибших непосредственно от подушек невозможно. Предположение NHTSA и других организаций заключается в том, что имеет смысл считать только те случаи, когда достоверно известно, что причиной гибели послужила подушка безопасности, а не те, в которых она лишь могла быть причиной, иное также нелогично как утверждение, что каждый погибший в автомобиле, оснащённом подушкой безопасности, был убит именно ей. Достоверный ответ может быть дан лишь при наличии самой детальной информации о каждом случае, получение которой не представляется возможным.
По иронии судьбы, широкое использование подушек безопасности сделало работу служб спасения, пожарных и полиции значительно опаснее. Подушки, которые не были приведены в действие при столкновении, могут сработать через некоторое время, нанеся ранения или приведя к гибели спасателей, находящихся внутри автомобиля. К тому же, использование боковых подушек безопасности уменьшило количество мест, в которых спасатели могут использовать гидравлические ножницы либо другие режущие инструменты для безопасного удаления крыши или дверей автомобиля. Каждый спасатель должен быть надлежащим образом проинструктирован, как правильно деактивировать подушки безопасности и избегать потенциальных угроз. Хорошей мерой предосторожности является отключение аккумуляторной батареи автомобиля. Однако, на сегодняшний день большинство блоков диагностики работоспособности системы имеет устройства, которые содержат достаточно электрической энергии для приведения подушек безопасности в действие в случаях, когда основная аккумуляторная батарея выводится из строя при столкновении.
В Европе количество людей, не использующих ремни безопасности, весьма мало по сравнению с ситуацией в США, к тому же среднестатистический европеец меньше американца. Как прямой результат этих двух факторов европейские подушки безопасности раскрываются с меньшей скоростью (примерно 200 км/ч), чем их американские аналоги (примерно 300 км/ч), и таким образом представляют собой меньшую угрозу жизни и здоровью пассажиров.
Также в ранних системах существовал риск получения тяжёлой баротравмы вследствие фактически взрывного раскрытия подушек в ограниченном объёме салона. Для борьбы с повышением давления салон автоматически разгерметизируют одновременно со срабатыванием подушки, выбивая или мгновенно опуская стёкла.

## Honda i-SRS
Honda разработала простой вариант поэтапного управляемого раскрытия подушки. Форма подушки на этапах после взрыва пиропатрона задаётся вспарыванием спиральных швов, подобных страховочным лентам альпинистов.

## Общая схема работы
Система подушек безопасности включает в себя три главных компонента:
- непосредственно сами модули подушек безопасности;
- датчики определения удара;
- электронный блок управления;
- деактивация подушки безопасности пассажира для установки детского кресла (опция).

Модуль каждой подушки безопасности содержит в себе блок наполнения (обычно специальный пиропатрон — наполнитель (inflator), состоящий из стального корпуса, инициатора — запала (Initiator), газо-генерирующего содержимого, состоящего из азида натрия и нитрата калия, при сгорании которого выделяется большой объём газа — азота, и лёгкую нейлоновую подушку с калиброванными отверстиями. Модуль водительской подушки безопасности находится в центре рулевого колеса, а пассажира — в приборной панели. Полностью наполненная газом водительская подушка имеет примерно диаметр большого надувного пляжного мяча. Пассажирская же может быть в два-три раза больше, так как дистанция между сидящим спереди пассажиром и приборной панелью гораздо больше, нежели расстояние между водителем и рулём. При расчёте скорости и необходимости наполнения размер (объём) мешка подушки рассчитывается в литрах. Средний объём мешка водительской подушки безопасности составляет около 15 литров. Подушка мгновенно наполняется газом от сработавшего пиропатрона, затем она сдувается в заданном темпе через калиброванные, тщательно рассчитанные по сечению отверстия, для того, чтобы после удара человек не был зажат в салоне и мог самостоятельно освободиться. Наполненная продуктами горения от сработавшего пиропатрона подушка будет тёплая или немного горячая.
Некоторые автомобили, начиная с конца 90-х годов XX века стали оснащаться, помимо подушек, также системой подтяга (аварийного натяжителя) ремня безопасности. При определении ЭБУ удара и выдачи сигнала на активацию подушек безопасности за несколько миллисекунд до начала сигнала срабатывания мешков подушек безопасности выдаётся сигнал на активатор натяжителя ремня. Спроектировано это именно таким образом для того, чтобы заблаговременно подтянуть корпус сидящего на сиденье человека к спинке, чтобы обеспечить объём пространства перед головой человека для более безопасного раскрытия и наполнения мешка подушки безопасности. Следует иметь в виду, что ремни безопасности с системой аварийного натяжения являются одноразовыми, не ремонтируемыми изделиями, и в случае их срабатывания либо какой-либо неисправности подлежат замене.
Датчики фронтального удара расположены в передней части автомобиля и/или салоне, и/или в самом блоке управления. Автомобили могут быть оснащены одним и более датчиками, которые активируются под воздействием сил (перегрузки в G), возникающих при лобовом/боковом или совокупности векторов направления ударов. Датчики измеряют степень и скорость замедления согласно заданному алгоритму программы в блоке управления. Именно поэтому замедление автомобиля, при котором датчики активируют подушки, варьируется в зависимости от характера столкновения. Подушки безопасности не должны срабатывать при внезапном торможении или при езде по неровным поверхностям. На самом деле, максимальный уровень замедления при экстренном торможении далёк от уровня, достаточного для приведения подушек безопасности в действие, именно за счёт алгоритма расчёта. Каждый производитель системы управления подушками безопасности разрабатывает свой алгоритм и программное обеспечение, которое является интеллектуальной собственностью компании и, возможно, запатентовано.
При наличии в салоне боковых подушек безопасности в машине дополнительно устанавливаются датчики бокового удара, а ЭБУ более сложен по количеству электронных компонентов и программная часть содержит часть, отвечающую за контроль и активацию дополнительных подушек безопасности. Блок один, а программа в блоке — как от двух, направленных в разные стороны блоков, заключённых в один корпус самого блока и процессор.
Боковые подушки безопасности работают по тому же принципу, что и фронтальные, но активируются блоком они только при боковом ударе или при совокупности направлений векторов перегрузки, регистрируемой датчиками.
Электронный блок управления следит за исправностью системы подушек безопасности. При включении зажигания производится кратковременная проверка целостности внешних исполнительных (инициаторы) и измерительных (датчики) устройств. Так же система в зависимости от комплектации может проводить проверку коммуникации с другими устройствами, находящимися в автомобиле и непосредственно или косвенно участвующими в обеспечении безопасности. Проверка работоспособности непосредственно пиропатронов проводится путём проверки аналоговым путём сопротивления на линиях выводов пиропатронов. Таким образом, на пиропатроны не подаётся при проверке никаких электрических зарядов, и она не может привести к незапланированному срабатыванию инициаторов, но достоверно определяет исправность цепей. Если блок обнаружит неисправность, загорится лампочка, предупреждающая водителя о необходимости доставки автомобиля в авторизованный центр обслуживания для диагностики системы подушек безопасности (самостоятельно вмешиваться в работу системы настоятельно не рекомендуется из-за наличия пиротехнических элементов в конструкции). Большинство блоков управления имеет в своей схеме небольшую накопленную электрическую ёмкость (конденсатор), которой достаточно для активации подушек при резком и полном обесточивании бортовой сети автомобиля в случае повреждения линии питания блока управления при повреждении электропроводки автомобиля во время столкновения. Пример: при боковом ударе большой силы свинцовый аккумулятор, имеющий большую массу, в некоторых случаях просто вылетает из автомобиля, обрывая даже прикреплённые к нему мощные провода. Именно для таких или подобных случаев (перерубание косы проводов во время удара) в блоке предусмотрена дополнительная ёмкость для кратковременного хранения заряда энергии. Ёмкость разряжается при обесточивании блока управления в течение нескольких минут. В мануалах по ремонту автомобилей, выпускаемых производителями автомобилей для авторизованных центров, об этом всегда написано. Прежде чем начать работы в автомобиле по ремонту, связанные с самой системой безопасности или косвенно затрагивающих какие-либо элементы системы, требуется обесточить автомобиль на несколько минут, отключив аккумуляторную батарею и другие источники питания, подключённые к автомобилю во время ремонта (к примеру — зарядное устройство).
Блоки управления конструктивно можно разделить на современные и устаревшие. Первые конструкции блоков представляли собой электронную начинку и сенсорный элемент механического типа. Вариации конструкций сенсора механического типа по действию основывались на перемещении внутри сенсора некого предмета, обладающего определённой массой. В случае наступления определённого замедления он перемещается в корпусе сенсора и воздействует на контакты замыкания цепи активации подушек безопасности. Грубо говоря, принцип маятника, сдвигающегося по инерции.
Блоки современные такого маятника не имеют. Технологии в электронике с тех пор шагнули далеко в перед. Теперь блоки управления измеряют замедление и ускорение другим путём. Они оснащены электронными акселерометрами. Акселерометры могут быть установлены как в самом блоке управления, так и могут быть вынесены на различные точки кузова автомобиля и располагаться в тех местах, где их установка способна дать наилучшую точность измерения ускорения, замедления и вращения кузова вокруг своей оси. Современные сенсоры имеют несколько векторов (осей измерения) X, Y, Z , что, в свою очередь, позволяет использовать сенсоры в разных назначениях для измерений.
Современный автомобиль, в зависимости от замысла инженеров, может быть оснащён блоком, содержащим один или несколько акселерометров. В других случаях система безопасности автомобиля может быть спроектирована с блоком управления, не содержащим акселерометров, и они могут быть вынесены на кузов автомобиля или акселерометры могут присутствовать как в блоке, так и на кузове. Чем больше на автомобиле датчиков, содержащих акселерометры, тем точнее измерения положения автомобиля в пространстве и его скорости перемещения по осям X, Y, Z (X = вверх-вниз, Y = вперёд-назад, Z = вправо-влево). Соответствующие показания от нуля со знаком +/- перемещения по той или иной оси регистрирует датчик со скоростью = S.
Программа в блоке управления системой безопасности с идеальной точностью может определить состояние автомобиля. Относительно состояния принимается решение на активацию подушек безопасности. Современные блоки управления системой безопасности, содержащие несколько акселерометров, входят в состав системы ESP — именно за счёт того, что акселерометры точно определяют положение и скорость автомобиля.
Почти все современные автомобили имеют ручной переключатель on/off (вкл/выкл) для отключения подушки безопасности переднего пассажира, установленный на заводе (если предусмотрено комплектацией). Иногда это является дополнительной функцией. Например, Форд Фиеста. В простой комплектации не имеет выключателя, но имеет на косе проводки возле бардачка под обшивкой торпеды разъём для дополнительной установки такого выключателя. Все остальные элементы контроля и исполнения системы безопасности изначально конфигурируются как присутствующие или отсутствующие в системе на заводе-изготовителе системы или автомобиля. В некоторых случаях возможность включения или отключения устанавливаемых элементов в систему предусматривается через программирование комплектации через диагностический сеанс специализированными или мультимарочными сканерами. Переключатели для отключения пассажирской подушки безопасности могут быть (если предусмотрено) установлены квалифицированным обслуживающим персоналом по запросу владельца транспортного средства, если это не противоречит заявленной политике производителя автомобиля или системы и он отвечает определённым государственным критериям и имеет разрешение.
Вначале большинство автомобилей комплектовалось лишь одной водительской подушкой безопасности (DAB), установленной в рулевом колесе и защищающей водителя (который имеет больше шансов получить травмы). На протяжении 90-х годов подушки для передних пассажиров (PAB), а затем раздельные боковые подушки (SAB), помещаемые между пассажирами и дверью, стали обычной практикой. Сейчас можно встретить достаточно недорогие семейные автомобили, оснащённые 8 подушками безопасности.

## Защита детей
Подушка может серьёзно ранить или даже убить непристёгнутого ребёнка, который сидит слишком близко к ней или же был выброшен вперёд при экстренном торможении. По мнению специалистов, для безопасности ребёнка необходимы следующие условия:
- Дети должны перевозиться в правильно установленном и соответствующем возрасту автомобильном кресле на заднем сиденье. Внимательно изучите соответствующий раздел в инструкции к автомобилю.
- Младенцы, перевозимые в кресле с задним расположением (в возрасте до одного года и весом менее 10 кг), не должны находиться на переднем пассажирском сиденье при включённой подушке безопасности.
- Если ребёнок старше одного года вынужден ехать на переднем сиденье, оборудованном подушкой безопасности со стороны пассажира, то он или она должны сидеть в детском кресле, ориентированном по направлению движения, или пристёгнуты с использованием коленного или плечевого ремня, а сиденье должно быть отодвинуто назад насколько возможно[8].

## Подушки безопасности в США
Подушки безопасности обязательны для всех новых автомобилей продаваемых и производимых в США с 1999 года, для грузовых автомобилей — с 2000 года.

## Подушки безопасности для пешеходов

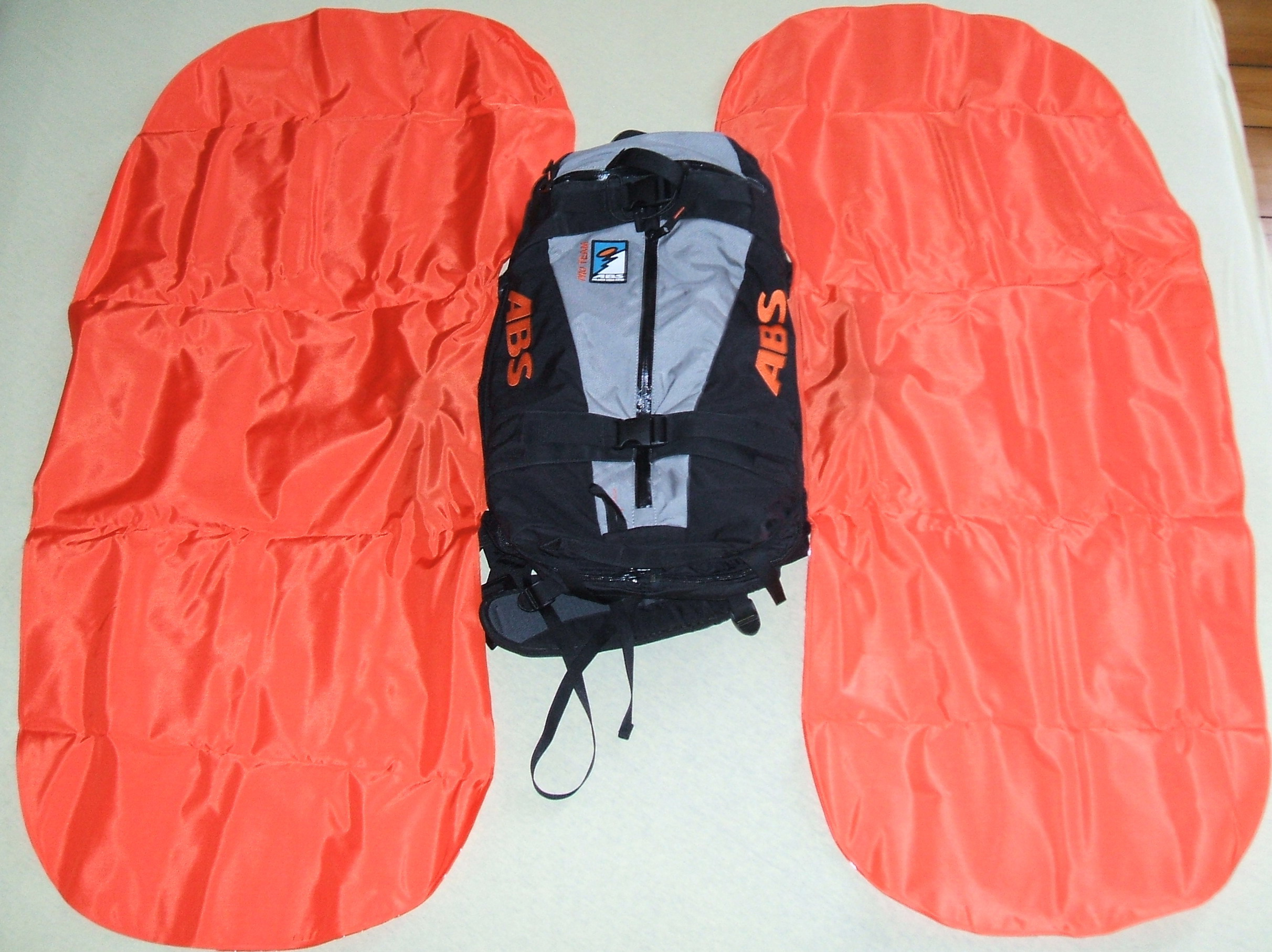
Рюкзак с подушками безопасности

Разрабатываются опытные образцы подушек безопасности, расположенных снаружи автомобиля, перед ветровым стеклом.
Такие подушки раскрываются от сигнала сенсора переднего бампера и предотвращают удар головы пешехода о лобовое стекло (около 80 % смертей при столкновении).
Первым такую технологию получил автомобиль «Volvo V40». Подушка безопасности является частью системы «Pedestrian Detection» («Обнаружение пешехода»), способной обнаружить пешехода перед машиной или около неё. «Pedestrian Detection» состоит из расположенного в решётке радиатора датчика, камеры, находящейся на лобовом стекле за салонным зеркалом заднего вида, и компьютера, который анализирует полученные данные. Основной задачей является избежать столкновения с пешеходом.
Если столкновение произошло, то система «Pedestrian Detection» работает следующим образом: датчик фиксирует физический контакт с пешеходом, верхний конец капота, который ближе к лобовому стеклу, поднимается и одновременно выстреливает подушка безопасности, которая закрывает примерно треть лобового стекла и передние стойки.

## Подушка безопасности для мотоциклистов

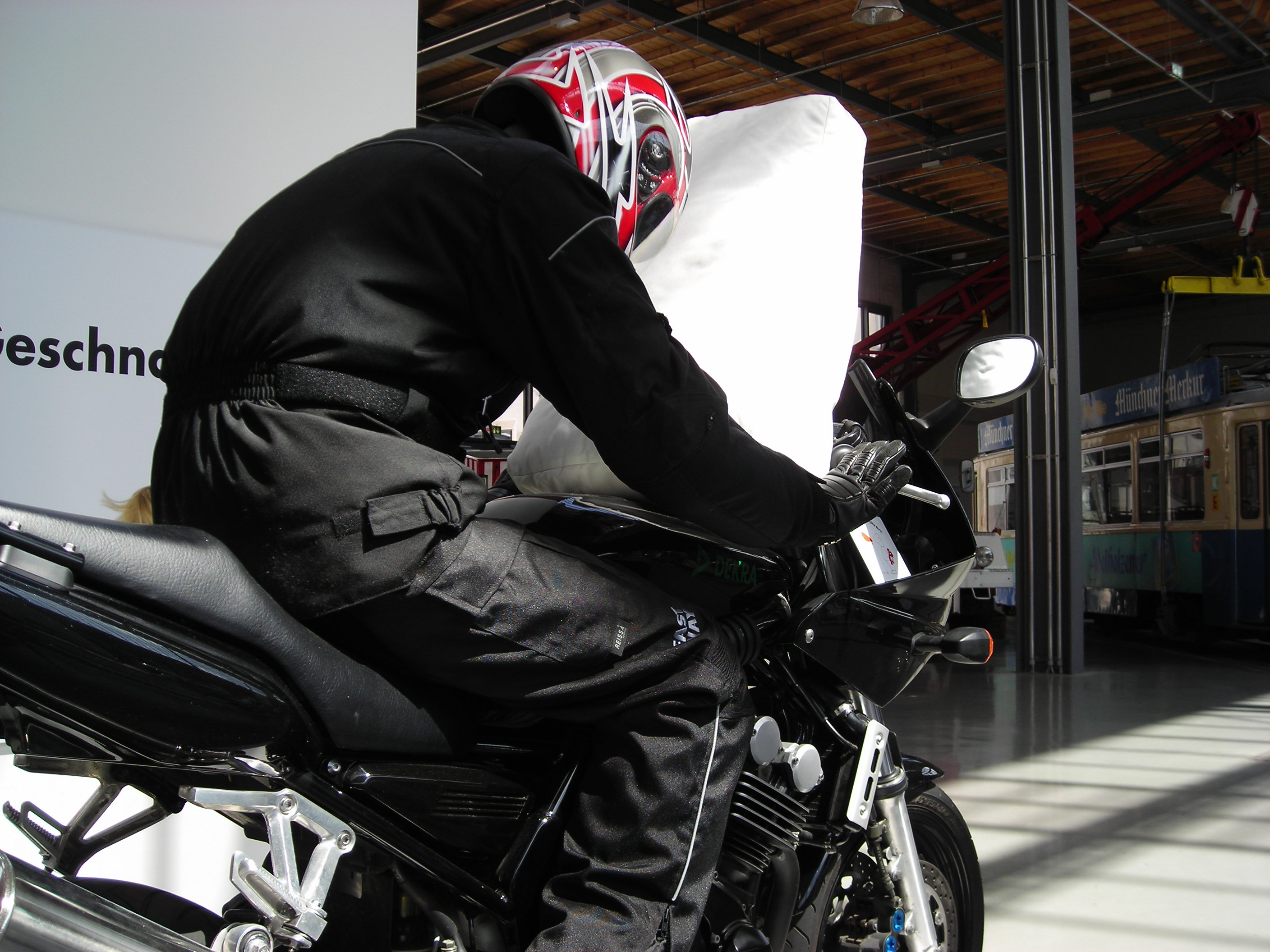
Подушка безопасности для мотоциклистов

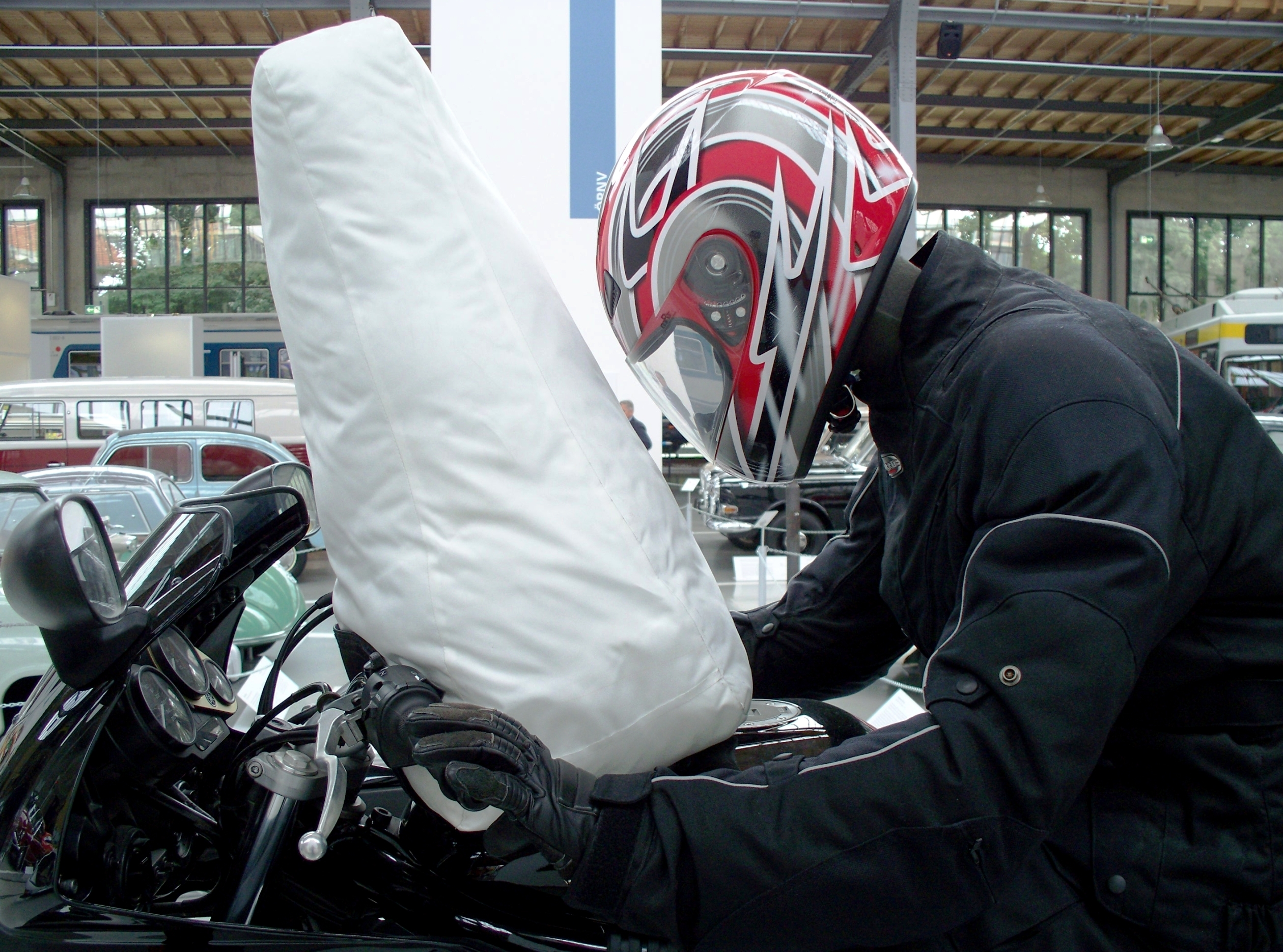
Подушка безопасности для мотоциклистов

Новые просторы в безопасности мотоциклов открыла система интеграции воздушных подушек в куртку, к которой принадлежит шнур-активатор и патрон, наполненный спрессованным газом. При посадке на мотоцикл необходимо пристегнуться при помощи гибкой верёвки к корпусу мотоцикла. Второй конец верёвки подсоединяется к запорной конструкции патрона, наполненного углекислым газом и находящегося в куртке. При падении и ударах мотоциклист, удалившийся от мотоцикла, тянет за собой крепёжный кабель и этим самым открывает патрон, что приводит к автоматическому надуванию воздушной системы куртки за 0,1 — 0,3 секунды. Куртка с воздушными подушками существенно уменьшает силу ударов по туловищу и эффективно защищает жизненно важные внутренние органы мотоциклиста, а также позвоночник, шею, рёбра, ключицу, копчик.
Куртка с воздушными подушками для мотоциклистов и наездников — венгерское изобретение, которое изобрёл Томаш Штрауб в 1976 году.

## Подушки безопасности для велосипедистов
Дизайнеры Анна Хаупт (Anna Haupt) и Тереза Алстин (Terese Alstin) из Швеции разработали прототип подушки безопасности для мотоциклистов и велосипедистов под названием Hövding, которая надувается в случае падения и предохраняет голову и шею от серьёзных травм. Подушка находится внутри водонепроницаемого тканевого чехла и в сложенном состоянии крепится вокруг шеи пилота. В момент падения подушка раскрывается за 0,1 секунды, обеспечивая защиту не хуже, чем обычный мотоциклетный шлем.